# Quercus hypoxantha
Quercus hypoxantha es una especie del género Quercus dentro de la familia Fagaceae. Está clasificada en la sección Lobatae; del roble rojo de América del Norte, Centroamérica y el norte de América del Sur que tienen los estilos largos.

## Descripción
Quercus hypoxantha es un pequeño árbol o arbusto semi perennifolio, que en general mide como máximo tres metros de altura. La corteza es lisa y de color gris. Las ramitas son delgadas, finas de 1 mm de diámetro, más o menos glabrescentes, con brotes muy pequeños de entre 1 a 2 mm de largo, redondeados, glabros, con escamas ciliadas. Las hojas miden entre 2 a 5 cm de largo y entre 1 a 4 de ancho, de forma oval a ampliamente elíptica. El ápice es agudo, la base variable, generalmente redonda, a veces cordada o cuneiforme, margen ondulado, con tres o cuatro (-6) dientes afilados, áspera por debajo, densa, áspera, pubescente, amarilla, a veces desaparece con el edad. Esta pubescencia está hecha sólo de pelos fasciculados, y está presente en toda la superficie, incluyendo en los cinco o seis pares de venas. El peciolo mide 0,5 cm de largo, de color rojizo, convirtiéndose en glabro. Las bellotas son ovoides, de 1-1, 5 cm de largo, solitarias en un pedúnculo largo de 2 a 5 mm. La taza de media caña con escamas redondeadas, tomentosas, taza en la mitad de la nuez. Las bellotas maduran a los dos años; cotiledones libres.

## Distribución y hábitat
Es un árbol endémico de México, que es raro de encontrar, y se distribuye concretamente en los estados de Coahuila y Nuevo León, entre los 2100 hasta los 2950 m s.n.m.

## Taxonomía
Quercus hypoxantha fue descrita por William Trelease y publicado en Memoirs of the National Academy of Sciences 20: 170, pl. 339 en 1924.
Etimología
Quercus: nombre genérico del latín que designaba igualmente el roble y la encina.
hypoxantha: epíteto compuesto de los étimos griegos "hypo" que significa "debajo, al pie de", y «xanthos», que significa "amarillo", significando el conjunto "amarillento".
Sinonimia
- Quercus errans f. graciliramis C.H.Mull.[6][7]